# Saison 1978 de la WTA
Vainqueurs des tournois majeurs

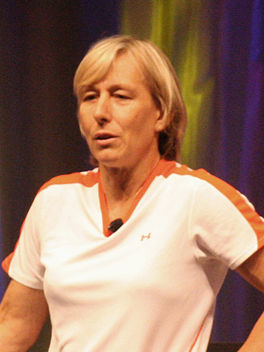
Martina Navrátilová

Résultats des tournois de tennis organisés par la Women's Tennis Association (WTA) en 1978 :

## Organisation de la saison
Indépendamment des quatre tournois du Grand Chelem (organisés par la Fédération internationale de tennis), la saison 1978 de tennis féminin  de la WTA est, pour l'essentiel, scindée en deux circuits professionnels majeurs : 
- de janvier à mars : les Virginia Slims Series,
- toute l'année : les Colgate Series.

Un certain nombre de tournois n'appartiennent à aucun de ces deux circuits (« non-Tour events »).
À ce calendrier s'ajoutent aussi deux épreuves par équipes nationales : la Coupe de la Fédération et la Wightman Cup.

### Virginia Slim Series
Les tournois Virginia Slim Series se déroulent exclusivement aux États-Unis, à l'exception du Futures of Canada. 
Fin mars, le Masters voit s'affronter les huit joueuses ayant réalisé les meilleurs résultats de ces Virginia Slim Series.

### Colgate Series
Les tournois Colgate Series se déroulent quant à eux dans le monde entier.
En novembre, le Colgate Series Championships confronte les huit joueuses ayant réalisé les meilleurs résultats de ces Colgate Series.

## Palmarès

### Simple
| No | Date       | Nom et lieu du tournoi                            | Catégorie      | Dotation  | Surface         | Vainqueure          | Finaliste            | Score         |         |
| -- | ---------- | ------------------------------------------------- | -------------- | --------- | --------------- | ------------------- | -------------------- | ------------- | ------- |
| 1  | 02/01/1978 | Avon Futures of San Diego, San Diego              | Futures        | 20 000 $  | Dur (int.)      | Marita Redondo      | Pat Medrado          | 6-2, 6-4      | Tableau |
| 2  | 02/01/1978 | Virginia Slims of Washington, Washington          |                | 100 000 $ | Moquette (int.) | Martina Navrátilová | Betty Stöve          | 7-5, 6-4      | Tableau |
| 3  | 09/01/1978 | Avon Futures of Northern California, San Carlos   | Futures        | 20 000 $  | Dur (ext.)      | Peanut Louie        | Ruta Gerulaitis      | 7-6, 6-2      | Tableau |
| 4  | 09/01/1978 | Virginia Slims of Florida, Hollywood              |                | 100 000 $ | Moquette (int.) | Evonne Goolagong    | Wendy Turnbull       | 6-2, 6-3      | Tableau |
| 5  | 16/01/1978 | Avon Futures of Tucson, Tucson                    | Futures        | 20 000 $  | Dur (ext.)      | Brigitte Cuypers    | Sharon Walsh         | 6-2, 2-6, 6-3 | Tableau |
| 6  | 16/01/1978 | Virginia Slims of Houston, Houston                |                | 100 000 $ | Moquette (int.) | Martina Navrátilová | Billie Jean King     | 1-6, 6-2, 6-2 | Tableau |
| 7  | 23/01/1978 | Avon Futures of Columbus, Columbus (OH)           | Futures        | 20 000 $  | Moquette (int.) | Pam Shriver         | Kate Latham          | 6-1, 6-3      | Tableau |
| 8  | 23/01/1978 | Virginia Slims of Los Angeles, Los Angeles        |                | 100 000 $ | Dur (int.)      | Martina Navrátilová | Rosie Casals         | 6-3, 6-2      | Tableau |
| 9  | 30/01/1978 | Avon Futures of Utah, Ogden                       | Futures        | 20 000 $  | Dur (int.)      | Caroline Stoll      | Carrie Meyer         | 6-3, 6-4      | Tableau |
| 10 | 30/01/1978 | Virginia Slims of Chicago, Chicago                |                | 100 000 $ | Moquette (int.) | Martina Navrátilová | Evonne Goolagong     | 6-7, 6-2, 6-2 | Tableau |
| 11 | 06/02/1978 | Avon Futures of Toronto, Toronto                  | Futures        | 20 000 $  | Dur (int.)      | Sharon Walsh        | Helen Anliot         | 4-6, 6-4, 7-6 | Tableau |
| 12 | 06/02/1978 | Virginia Slims of Seattle, Seattle                |                | 100 000 $ | Moquette (int.) | Martina Navrátilová | Betty Stöve          | 6-1, 1-6, 6-1 | Tableau |
| 13 | 13/02/1978 | Avon Futures of Montreal, Montréal                | Futures        | 20 000 $  | Dur (int.)      | Hana Strachonova    | Stephanie Tolleson   | 4-6, 6-1, 7-5 | Tableau |
| 14 | 20/02/1978 | Avon Futures of Puerto Rico, San Juan             | Futures        | 20 000 $  | Dur (ext.)      | Julie Anthony       | Mary Hamm            | 6-7, 6-4, 7-6 | Tableau |
| 15 | 20/02/1978 | Virginia Slims of Detroit, Détroit                |                | 100 000 $ | Moquette (int.) | Martina Navrátilová | Dianne Fromholtz     | 6-3, 6-2      | Tableau |
| 16 | 27/02/1978 | Avon Futures of South Florida, Fort Lauderdale    | Futures        | 20 000 $  | NC              | Caroline Stoll      | Lesley Hunt          | 6-3, 6-2      | Tableau |
| 17 | 27/02/1978 | Virginia Slims of Kansas City, Kansas City        |                | 115000 $  | Dur (int.)      | Martina Navrátilová | Billie Jean King     | 7-5, 2-6, 6-3 | Tableau |
| 18 | 06/03/1978 | Avon Futures of Southwest Florida, Fort Myers     | Futures        | 20 000 $  | Terre (ext.)    | Renée Richards      | Laura duPont         | 6-1, 6-7, 6-4 | Tableau |
| 19 | 06/03/1978 | Virginia Slims of Dallas, Dallas                  |                | 100 000 $ | Moquette (int.) | Evonne Goolagong    | Tracy Austin         | 4-6, 6-0, 6-2 | Tableau |
| 20 | 13/03/1978 | Avon Futures of Orlando, Orlando                  | Futures        | 20 000 $  | NC              | Mary Struthers      | Valerie Ziegenfuss   | 6-4, 7-5      | Tableau |
| 21 | 13/03/1978 | Virginia Slims of Boston, Boston                  |                | 100 000 $ | Moquette (int.) | Evonne Goolagong    | Chris Evert          | 4-6, 6-1, 6-4 | Tableau |
| 22 | 20/03/1978 | Avon Futures Championships, Atlanta               | Futures        | 35 000 $  | NC              | Julie Anthony       | Marita Redondo       | 6-3, 6-3      | Tableau |
| 23 | 20/03/1978 | Virginia Slims of Philadelphia, Philadelphie      |                | 115000 $  | Dur (int.)      | Chris Evert         | Billie Jean King     | 6-0, 6-4      | Tableau |
| 24 | 27/03/1978 | Virginia Slims Championships, Oakland             | Masters        | 150 000 $ | Moquette (int.) | Martina Navrátilová | Evonne Goolagong     | 7-65, 6-4     | Tableau |
| 25 | 29/03/1978 | First National WTA Championships, Stuart          | Colgate Series | 15 000 $  | Terre (ext.)    | Regina Maršíková    | Zenda Liess          | 1-6, 6-3, 6-3 | Tableau |
| 26 | 10/04/1978 | Family Circle Cup, Hilton Head                    | Colgate Series | 110 000 $ | Terre (ext.)    | Chris Evert         | Kerry Reid           | 6-2, 6-0      | Tableau |
| 27 | 15/05/1978 | German Open, Hambourg                             | Colgate Series | 35 000 $  | Terre (ext.)    | Mima Jaušovec       | Virginia Ruzici      | 6-2, 6-3      | Tableau |
| 28 | 22/05/1978 | Italian Open, Rome                                | Colgate Series | 35 000 $  | Terre (ext.)    | Regina Maršíková    | Virginia Ruzici      | 7-5, 7-5      | Tableau |
| 29 | 29/05/1978 | Roland-Garros, Paris                              | G. Chelem      | 337 000 $ | Terre (ext.)    | Virginia Ruzici     | Mima Jaušovec        | 6-2, 6-2      | Tableau |
| 30 | 29/05/1978 | Ely's Surrey Grass Courts Championships, Surbiton |                | NC        | Gazon (ext.)    | Evonne Goolagong    | Winnie Shaw          | 6-1, 6-1      | Tableau |
| 31 | 05/06/1978 | Kent Championships, Beckenham                     |                | NC        | Gazon (ext.)    | Evonne Goolagong    | Laura duPont         | 6-4, 6-2      | Tableau |
| 32 | 12/06/1978 | Keith Prowse International, Chichester            |                | 35 000 $  | Gazon (ext.)    | Evonne Goolagong    | Pam Teeguarden       | 6-4, 6-4      | Tableau |
| 33 | 19/06/1978 | Colgate International, Eastbourne                 | Colgate Series | 75 000 $  | Gazon (ext.)    | Martina Navrátilová | Chris Evert          | 6-4, 4-6, 9-7 | Tableau |
| 34 | 26/06/1978 | The Championships, Wimbledon                      | G. Chelem      | 150 000 $ | Gazon (ext.)    | Martina Navrátilová | Chris Evert          | 2-6, 6-4, 7-5 | Tableau |
| 35 | 07/08/1978 | US Clay Court Championships, Indianapolis         |                | 35 000 $  | Terre (ext.)    | Dana Gilbert        | Viviana Gonzalez     | 6-2, 6-3      | Tableau |
| 36 | 14/08/1978 | Rothmans Canadian Open, Toronto                   | Colgate Series | 35 000 $  | Dur (ext.)      | Regina Maršíková    | Virginia Ruzici      | 7-5, 6-7, 6-2 | Tableau |
| 37 | 21/08/1978 | Bergen County Classic, Mahwah                     |                | 75 000 $  | Dur (ext.)      | Virginia Wade       | Kerry Reid           | 1-6, 6-1, 6-4 | Tableau |
| 38 | 28/08/1978 | US Open, Flushing Meadows                         | G. Chelem      | 260 000 $ | Dur (ext.)      | Chris Evert         | Pam Shriver          | 7-6, 6-4      | Tableau |
| 39 | 11/09/1978 | Toray Sillook Open, Tokyo                         |                | 100 000 $ | Dur (ext.)      | Virginia Wade       | Betty Stöve          | 6-4, 7-6      | Tableau |
| 40 | 11/09/1978 | Women in Tennis International, San Antonio        |                | 35 000 $  | NC              | Stacy Margolin      | Yvonne Vermaak       | 7-5, 6-1      | Tableau |
| 41 | 18/09/1978 | World Tennis Classic, Montréal                    |                | 40 000 $  | Dur (int.)      | Caroline Stoll      | Françoise Dürr       | 6-3, 6-2      | Tableau |
| 42 | 25/09/1978 | Wyler’s Women’s Classic, Atlanta                  |                | 100 000 $ | Moquette (int.) | Chris Evert         | Martina Navrátilová  | 7-6, 0-6, 6-3 | Tableau |
| 43 | 02/10/1978 | Thunderbird Classic, Phoenix                      |                | 75 000 $  | Dur (ext.)      | Martina Navrátilová | Tracy Austin         | 6-4, 6-2      | Tableau |
| 44 | 09/10/1978 | US Indoors, Minneapolis                           |                | 100 000 $ | Moquette (int.) | Chris Evert         | Virginia Wade        | 6-7, 6-2, 6-4 | Tableau |
| 45 | 09/10/1978 | Spanish Open, Barcelone                           |                | NC        | Terre (ext.)    | Hana Mandlíková     | Sabina Simmonds      | 6-1, 5-7, 6-3 | Tableau |
| 46 | 16/10/1978 | BMW Challenge, Brighton                           |                | 75 000 $  | Moquette (int.) | Virginia Ruzici     | Betty Stöve          | 5-7, 6-2, 7-5 | Tableau |
| 47 | 23/10/1978 | Porsche Classic, Filderstadt                      |                | 35 000 $  | Dur (int.)      | Tracy Austin        | Betty Stöve          | 6-3, 6-3      | Tableau |
| 48 | 30/10/1978 | Río de la Plata Championships, Buenos Aires       |                | 35 000 $  | Terre (ext.)    | Caroline Stoll      | Emilse Raponi        | 6-3, 6-2      | Tableau |
| 49 | 06/11/1978 | Florida Federal Open, ClearWater                  |                | 75 000 $  | Dur (ext.)      | Virginia Wade       | Anna Maria Fernández | 6-4, 7-6      | Tableau |
| 50 | 14/11/1978 | Colgate Series Championships, Palm Springs        | Colgate Series | 250 000 $ | Dur (ext.)      | Chris Evert         | Martina Navrátilová  | 6-3, 6-3      | Tableau |
| 51 | 20/11/1978 | Christchurch Invitational, Christchurch           |                | 35 000 $  | Gazon (ext.)    | Regina Maršíková    | Sylvia Hanika        | 6-2, 6-1      | Tableau |
| 52 | 21/11/1978 | Queensland State Open, Brisbane                   |                | NC        | Gazon (ext.)    | Sue Barker          | Chris O'Neil         | 6-1, 6-3      | Tableau |
| 53 | 21/11/1978 | Gunze Classic, Tokyo & Kobe                       |                | 150 000 $ | Moquette (int.) | Tracy Austin        | Martina Navrátilová  | 6-1, 6-1      | Tableau |
| 54 | 27/11/1978 | South African Open, Johannesburg                  |                | NC        | Dur (ext.)      | Brigitte Cuypers    | Linda Siegel         | 6-1, 6-0      |         |
| 55 | 04/12/1978 | Sydney Toyota Classic, Sydney                     |                | 75 000 $  | Gazon (ext.)    | Dianne Fromholtz    | Kerry Reid           | 6-1, 1-6, 6-4 | Tableau |
| 56 | 11/12/1978 | South Australian Open, Adélaïde                   | Colgate Series | 50 000 $  | Gazon (ext.)    | Kerry Reid          | Beth Norton          | 7-5, 6-7, 6-1 | Tableau |
| 57 | 16/12/1978 | Emeron Cup, Tokyo                                 |                | 200 000 $ | Moquette (int.) | Chris Evert         | Martina Navrátilová  | 7-5, 6-2      | Tableau |
| 58 | 18/12/1978 | Nabisco New South Wales Open, Sydney              | Colgate Series | 75 000 $  | Gazon (ext.)    | Dianne Fromholtz    | Wendy Turnbull       | 6-2, 7-5      | Tableau |
| 59 | 25/12/1978 | Australian Open, Melbourne                        | G. Chelem      | 35 000 $  | Gazon (ext.)    | Chris O'Neil        | Betsy Nagelsen       | 6-3, 7-6      | Tableau |

### Double
| No | Date       | Nom et lieu du tournoi                           | Catégorie      | Dotation  | Surface         | Vainqueures                          | Finalistes                           | Score         |         |
| -- | ---------- | ------------------------------------------------ | -------------- | --------- | --------------- | ------------------------------------ | ------------------------------------ | ------------- | ------- |
| 1  | 02/01/1978 | Avon Futures of San Diego San Diego              | Futures        | 20 000 $  | Dur (int.)      | Bunny Bruning Rayni Fox              | Valerie Ziegenfuss Lea Antonoplis    | 3-6, 7-6, 6-2 | Tableau |
| 2  | 02/01/1978 | Virginia Slims of Washington Washington          |                | 100 000 $ | Moquette (int.) | Billie Jean King Martina Navrátilová | Betty Stöve Wendy Turnbull           | 6-3, 7-5      | Tableau |
| 3  | 09/01/1978 | Avon Futures of Northern California San Carlos   | Futures        | 20 000 $  | Dur (ext.)      | Carrie Meyer Sharon Walsh            | Ann Kiyomura Valerie Ziegenfuss      | 7-6, 6-2      | Tableau |
| 4  | 09/01/1978 | Virginia Slims of Florida Hollywood              |                | 100 000 $ | Moquette (int.) | Rosie Casals Wendy Turnbull          | Françoise Dürr Virginia Wade         | 6-2, 6-4      | Tableau |
| 5  | 16/01/1978 | Avon Futures of Tucson Tucson                    | Futures        | 20 000 $  | Dur (ext.)      | Carrie Meyer Sharon Walsh            | Valerie Ziegenfuss Ann Kiyomura      | 6-4, 2-6, 6-2 | Tableau |
| 6  | 16/01/1978 | Bridgestone double of Houston Houston            |                | 100 000 $ | Moquette (int.) | Billie Jean King Martina Navrátilová | Greer Stevens Mona Guerrant          | 7-6, 4-6, 7-6 | Tableau |
| 7  | 23/01/1978 | Avon Futures of Columbus Columbus (OH)           | Futures        | 20 000 $  | Moquette (int.) | Ann Kiyomura Sue Mappin              | Paulina Peisachov Renée Richards     | 6-2, 6-4      | Tableau |
| 8  | 23/01/1978 | Bridgestone double of Los Angeles Los Angeles    |                | 100 000 $ | Dur (int.)      | Betty Stöve Virginia Wade            | Pam Teeguarden Greer Stevens         | 6-3, 6-2      | Tableau |
| 9  | 30/01/1978 | Avon Futures of Utah Ogden                       | Futures        | 20 000 $  | Dur (int.)      | Ann Kiyomura Valerie Ziegenfuss      | Kathy Kuykendall Kym Ruddell         | 7-5, 6-4      | Tableau |
| 10 | 30/01/1978 | Bridgestone double of Chicago Chicago            |                | 100 000 $ | Moquette (int.) | Betty Stöve Evonne Goolagong         | Rosie Casals Joanne Russell          | 6-1, 6-4      | Tableau |
| 11 | 06/02/1978 | Avon Futures of Toronto Toronto                  | Futures        | 20 000 $  | Dur (int.)      | Bunny Bruning Sharon Walsh           | Mimi Wikstedt Jane Stratton          | 6-4, 7-5      | Tableau |
| 12 | 06/02/1978 | Virginia Slims of Seattle Seattle                |                | 100 000 $ | Moquette (int.) | Kerry Reid Wendy Turnbull            | Patricia Bostrom Marita Redondo      | 6-2, 6-3      | Tableau |
| 13 | 13/02/1978 | Avon Futures of Montreal Montréal                | Futures        | 20 000 $  | Dur (int.)      | Ann Kiyomura Laura duPont            | Mimi Wikstedt Jane Stratton          | 6-4, 3-6, 6-4 | Tableau |
| 14 | 20/02/1978 | Avon Futures of Puerto Rico San Juan             | Futures        | 20 000 $  | Dur (ext.)      | Jane Stratton Mimi Wikstedt          | Ann Kiyomura Valerie Ziegenfuss      | 7-5, 2-6, 6-3 | Tableau |
| 15 | 20/02/1978 | Virginia Slims of Detroit Détroit                |                | 100 000 $ | Moquette (int.) | Billie Jean King Martina Navrátilová | Kerry Reid Wendy Turnbull            | 6-3, 6-4      | Tableau |
| 16 | 27/02/1978 | Avon Futures of South Florida Fort Lauderdale    | Futures        | 20 000 $  | NC              | Lesley Hunt Mariana Simionescu       | Diane Desfor Barbara Hallquist       | 1-6, 7-6, 6-3 | Tableau |
| 17 | 27/02/1978 | Bridgestone doubles of Kansas City Kansas City   |                | 115000 $  | Dur (int.)      | Billie Jean King Martina Navrátilová | Kerry Reid Wendy Turnbull            | 6-4, 6-4      | Tableau |
| 18 | 06/03/1978 | Avon Futures of Southwest Florida Fort Myers     | Futures        | 20 000 $  | Terre (ext.)    | Pam Whytcross Chris O'Neil           | Ann Kiyomura Renée Richards          | 6-3, 6-1      | Tableau |
| 19 | 06/03/1978 | Bridgestone doubles of Dallas Dallas             |                | 100 000 $ | Moquette (int.) | Martina Navrátilová Anne Smith       | Evonne Goolagong Betty Stöve         | 6-3, 7-6      | Tableau |
| 20 | 13/03/1978 | Avon Futures of Orlando Orlando                  | Futures        | 20 000 $  | NC              | Bunny Bruning Rayni Fox              | Valerie Ziegenfuss Helen Cawley      | 6-4, 1-6, 6-1 | Tableau |
| 21 | 13/03/1978 | Virginia Slims of Boston Boston                  |                | 100 000 $ | Moquette (int.) | Billie Jean King Martina Navrátilová | Evonne Goolagong Betty Stöve         | 6-3, 6-2      | Tableau |
| 22 | 20/03/1978 | Avon Futures Championships Atlanta               | Futures        | 35 000 $  | NC              | Ann Kiyomura Valerie Ziegenfuss      | Jane Stratton Mimi Wikstedt          | 6-3, 6-4      | Tableau |
| 23 | 20/03/1978 | Bridgestone doubles of Philadelphia Philadelphie |                | 115000 $  | Dur (int.)      | Kerry Reid Wendy Turnbull            | Françoise Dürr Virginia Wade         | 6-3, 7-5      | Tableau |
| 24 | 29/03/1978 | First National WTA Championships Stuart          | Colgate Series | 15 000 $  | Terre (ext.)    | Mona Guerrant Helen Cawley           | Renée Richards Zenda Liess           | 6-1, 6-3      | Tableau |
| 25 | 03/04/1978 | Bridgestone Doubles Salt Lake City               | Masters        | 100 000 $ | Moquette (int.) | Billie Jean King Martina Navrátilová | Françoise Dürr Virginia Wade         | 6-4, 6-4      | Tableau |
| 26 | 10/04/1978 | Family Circle Cup Hilton Head                    | Colgate Series | 110 000 $ | Terre (ext.)    | Billie Jean King Martina Navrátilová | Mona Guerrant Greer Stevens          | 6-3, 7-5      | Tableau |
| 27 | 15/05/1978 | German Open Hambourg                             | Colgate Series | 35 000 $  | Terre (ext.)    | Mima Jaušovec Virginia Ruzici        | Katja Ebbinghaus Helga Masthoff      | 6-4, 5-7, 6-0 | Tableau |
| 28 | 22/05/1978 | Italian Open Rome                                | Colgate Series | 35 000 $  | Terre (ext.)    | Mima Jaušovec Virginia Ruzici        | Florenta Mihai Betsy Nagelsen        | 6-2, 2-6, 7-5 | Tableau |
| 29 | 29/05/1978 | Roland-Garros Paris                              | G. Chelem      | 337 000 $ | Terre (ext.)    | Mima Jaušovec Virginia Ruzici        | Lesley Turner Gail Sherriff          | 5-7, 6-4, 8-6 | Tableau |
| 30 | 29/05/1978 | Ely's Surrey Grass Courts Championships Surbiton |                | NC        | Gazon (ext.)    | Winnie Shaw Lesley Charles           | Clare Harrison Debbie Jevans         | 6-2, 6-4      | Tableau |
| 31 | 05/06/1978 | Kent Championships Beckenham                     |                | NC        | Gazon (ext.)    | Laura duPont Sharon Walsh            | Lele Forood Raquel Giscafré          | 6-3, 6-1      | Tableau |
| 32 | 12/06/1978 | Keith Prowse International Chichester            |                | 35 000 $  | Gazon (ext.)    | Janet Newberry Pam Shriver           | Michelle Tyler Yvonne Vermaak        | 3-6, 6-3, 6-4 | Tableau |
| 33 | 19/06/1978 | Colgate International Eastbourne                 | Colgate Series | 75 000 $  | Gazon (ext.)    | Chris Evert Betty Stöve              | Billie Jean King Martina Navrátilová | 6-4, 6-7, 7-5 | Tableau |
| 34 | 26/06/1978 | The Championships Wimbledon                      | G. Chelem      | 150 000 $ | Gazon (ext.)    | Kerry Reid Wendy Turnbull            | Mima Jaušovec Virginia Ruzici        | 4-6, 9-8, 6-3 | Tableau |
| 35 | 07/08/1978 | US Clay Court Championships Indianapolis         |                | 35 000 $  | Terre (ext.)    | Helen Anliot Helle Sparre-Viragh     | Barbara Hallquist Sheila McInerney   | 6-3, 6-1      | Tableau |
| 36 | 14/08/1978 | Rothmans Canadian Open Toronto                   | Colgate Series | 35 000 $  | Dur (ext.)      | Regina Maršíková Pam Teeguarden      | Chris O'Neil Paula Smith             | 7-5, 6-7, 6-2 | Tableau |
| 37 | 21/08/1978 | Bergen County Classic Mahwah                     |                | 75 000 $  | Dur (ext.)      | Ilana Kloss Marise Kruger            | Barbara Potter Pam Whytcross         | 6-3, 6-1      | Tableau |
| 38 | 28/08/1978 | US Open Flushing Meadows                         | G. Chelem      | 260 000 $ | Dur (ext.)      | Billie Jean King Martina Navrátilová | Kerry Reid Wendy Turnbull            | 7-6, 6-4      | Tableau |
| 39 | 11/09/1978 | Women in Tennis International San Antonio        |                | 35 000 $  | NC              | Ilana Kloss Marise Kruger            | Laura duPont Françoise Dürr          | 6-1, 6-4      | Tableau |
| 40 | 18/09/1978 | World Tennis Classic Montréal                    |                | 40 000 $  | Dur (int.)      | Julie Anthony Billie Jean King       | Ilana Kloss Marise Kruger            | 6-4, 6-4      | Tableau |
| 41 | 25/09/1978 | Wyler’s Women’s Classic Atlanta                  |                | 100 000 $ | Moquette (int.) | Françoise Dürr Virginia Wade         | Martina Navrátilová Anne Smith       | 4-6, 6-2, 6-4 | Tableau |
| 42 | 02/10/1978 | Thunderbird Classic Phoenix                      |                | 75 000 $  | Dur (ext.)      | Tracy Austin Betty Stöve             | Martina Navrátilová Anne Smith       | 6-4, 6-7, 6-2 | Tableau |
| 43 | 09/10/1978 | US Indoors Minneapolis                           |                | 100 000 $ | Moquette (int.) | Kerry Reid Wendy Turnbull            | Lesley Hunt Ilana Kloss              | 6-3, 6-3      | Tableau |
| 44 | 16/10/1978 | BMW Challenge Brighton                           |                | 75 000 $  | Moquette (int.) | Betty Stöve Virginia Wade            | Ilana Kloss Joanne Russell           | 6-0, 7-6      | Tableau |
| 45 | 23/10/1978 | Porsche Classic Filderstadt                      |                | 35 000 $  | Dur (int.)      | Tracy Austin Betty Stöve             | Mima Jaušovec Virginia Ruzici        | 6-3, 6-2      | Tableau |
| 46 | 30/10/1978 | Río de la Plata Championships Buenos Aires       |                | 35 000 $  | Terre (ext.)    | Françoise Dürr Valerie Ziegenfuss    | Laura duPont Regina Maršíková        | 1-6, 6-4, 6-3 | Tableau |
| 47 | 06/11/1978 | Florida Federal Open ClearWater                  |                | 75 000 $  | Dur (ext.)      | Martina Navrátilová Anne Smith       | Kerry Reid Wendy Turnbull            | 7-6, 6-3      | Tableau |
| 48 | 14/11/1978 | Colgate Series Championships Palm Springs        | Colgate Series | 250 000 $ | Dur (ext.)      | Billie Jean King Martina Navrátilová | Kerry Reid Wendy Turnbull            | 6-2, 6-2      | Tableau |
| 49 | 20/11/1978 | Christchurch Invitational Christchurch           |                | 35 000 $  | Gazon (ext.)    | Lesley Hunt Sharon Walsh             | Katja Ebbinghaus Sylvia Hanika       | 6-1, 7-5      | Tableau |
| 50 | 21/11/1978 | Queensland State Open Brisbane                   |                | NC        | Gazon (ext.)    | Tine Zwaan Elly Appel                | Sue Barker Wendy Gilchrist           | 7-5, 6-2      | Tableau |
| 51 | 21/11/1978 | Gunze Classic Tokyo & Kobe                       |                | 150 000 $ | Moquette (int.) | Martina Navrátilová Betty Stöve      | Tracy Austin Kathy May               | 4-6, 7-6, 6-3 | Tableau |
| 52 | 27/11/1978 | South African Open Johannesburg                  |                | NC        | Dur (ext.)      | NC                                   | NC                                   | NC            |         |
| 53 | 04/12/1978 | Sydney Toyota Classic Sydney                     |                | 75 000 $  | Gazon (ext.)    | Kerry Reid Wendy Turnbull            | Judy Connor Anne Hobbs               | 6-2, 4-6, 6-2 | Tableau |
| 54 | 11/12/1978 | South Australian Open Adélaïde                   | Colgate Series | 50 000 $  | Gazon (ext.)    | Lesley Hunt Sharon Walsh             | Ilana Kloss Marise Kruger            | 6-2, 6-2      | Tableau |
| 55 | 18/12/1978 | Nabisco New South Wales Open Sydney              | Colgate Series | 75 000 $  | Gazon (ext.)    | Lesley Hunt Sharon Walsh             | Ilana Kloss Marise Kruger            | 6-2, 6-1      | Tableau |
| 56 | 25/12/1978 | Australian Open Melbourne                        | G. Chelem      | 35 000 $  | Gazon (ext.)    | Betsy Nagelsen Renáta Tomanová       | Naoko Sato Pam Whytcross             | 7-5, 6-2      | Tableau |

### Double mixte
| No | Date       | Nom et lieu du tournoi      | Catégorie | Dotation  | Surface      | Vainqueures                  | Finalistes                        | Score    |         |
| -- | ---------- | --------------------------- | --------- | --------- | ------------ | ---------------------------- | --------------------------------- | -------- | ------- |
| 1  | 29/05/1978 | Roland-Garros Paris         | G. Chelem | 337 000 $ | Terre (ext.) | Renáta Tomanová Pavel Složil | Virginia Ruzici Patrice Dominguez | 7-6, ab. | Tableau |
| 2  | 26/06/1978 | The Championships Wimbledon | G. Chelem | 150 000 $ | Gazon (ext.) | Betty Stöve Frew McMillan    | Billie Jean King Ray Ruffels      | 6-2, 6-2 | Tableau |
| 3  | 28/08/1978 | US Open Flushing Meadows    | G. Chelem | 260 000 $ | Dur (ext.)   | Betty Stöve Frew McMillan    | Billie Jean King Ray Ruffels      | 6-3, 7-6 | Tableau |

## Classements de fin de saison
| Rang | Joueuse             |
| ---- | ------------------- |
| 1    | Martina Navrátilová |
| 2    | Chris Evert         |
| 3    | Evonne Goolagong    |
| 4    | Virginia Wade       |
| 5    | Billie Jean King    |
| 6    | Tracy Austin        |
| 7    | Wendy Turnbull      |
| 8    | Kerry Reid          |
| 9    | Betty Stöve         |
| 10   | Dianne Balestrat    |

## Coupe de la Fédération
| Date     | Lieu                    | Surf.        | Vainqueur                                 | Finaliste                 | Score |         |
| 27/11/78 | Melbourne, Kooyong Club | Herbe (ext.) | Chris Evert Tracy Austin Billie Jean King | Wendy Turnbull Kerry Reid | 2-1   | Tableau |

## Wightman Cup
Épreuve conjointement organisée par l'United States Tennis Association et la Lawn Tennis Association.
| Date       | Lieu                       | Vainqueur   | Perdant    | Score |
| 02/11/1978 | Londres, Royal Albert Hall | Royaume-Uni | États-Unis |       |

## Sources
- (en) WTA Tour : site officiel
- (en) [PDF] WTA Tour : palmarès complet 1971-2011